# باشگاه فوتبال گریک امریکان
نیویورک گریک امریکان ای‌ای که معمولاً با نام نیویورک گریک امریکان شناخته می‌شود، یک تیم فوتبال آمریکایی از نیویورک سیتی است که در حال حاضر در لیگ برتر فوتبال شرقی و لیگ فوتبال کاسموپولیتان بازی می‌کند. این باشگاه در سال ۱۹۴۶ توسط توماس لاریس تشکیل شد و یکی از موفق‌ترین باشگاه‌ها در مسابقات سالانه ملی فوتبال آمریکا، چلنج کاپ ملی است که چهار بار در سال‌های ۱۹۶۷، ۱۹۶۸، ۱۹۶۹ و ۱۹۷۴ قهرمان شده است. این تیم یکی از قدیمی‌ترین تیم‌های آمریکایی است و بازی های خود را در متروپولیتان اووال در ماسپت، کوئینز انجام می‌دهد.

## تاریخچه
گریک امریکان اطلس آستوریا، به طور رسمی باشگاه فوتبال نیویورک گریک امریکان اطلس آستوریا، در سال ۱۹۴۱ تشکیل شد. این باشگاه توسط تام لاریس یونانی-آمریکایی تأسیس شد و تبدیل به یکی از موفق‌ترین و قدیمی‌ترین تیم‌های مستمر در تاریخ فوتبال آمریکا شد. این باشگاه یک رقابت طولانی مدت با تیم قبرسی نیویورک و قهرمان چندگانه جام ملی، پانسیپرین فریدامز دارد. این تیم در حال حاضر در رده پنجم فوتبال آمریکا زیر نظر ایالات متحده آمریکا در لیگ فوتبال کاسموپولیتان بازی میکند. این باشگاه مدعی همیشگی در لیگ بوده است و برنده پنج دوره از یازده مسابقات قهرمانی شرقی نیویورک بین سال‌های ۲۰۰۱ و ۲۰۱۲ بوده است.
همراه با سیاتل ساندرز، این باشگاه تنها باشگاهی است که ۳ سال متوالی قهرمان جام یو اس اوپن شده است.